# Goodfellas (album)
Albums de Showbiz & A.G.
Runaway Slave
(1992) Full Scale
(1998)
Singles
1. Next Level
Sortie : 1995

Goodfellas est le deuxième album studio de Showbiz & A.G. (sous le nom Show & A.G.), sorti le 30 mai 1995.
L'opus, plutôt bien accueilli par la critique, propose un son plus sombre et plus hardcore que le premier album sorti trois ans plus tôt. Le single Next Level, produit par DJ Premier, figure dans la bande son du film 8 Mile.
Showbiz, qui, au début de la carrière du duo rappait sur la plupart des morceaux, se concentre ici sur la production. 
L'album s'est classé 10e au Heatseekers et 23e au Top R&B/Hip-Hop Albums.

## Liste des titres
| No  | Titre                                                                                | Contient un (des) sample(s) de                                                                      | Durée |
| --- | ------------------------------------------------------------------------------------ | --------------------------------------------------------------------------------------------------- | ----- |
| 1.  | Never Less Than Ill (Produit par Show & A.G.)                                        | Hogin' Machine de Les Baxter Do a Thing de Herbie Hancock                                           | 1:32  |
| 2.  | You Know Now (featuring Big Cathy – Produit par Show & A.G.)                         | | 3:47  |
| 3.  | Check It Out (featuring Party Arty – Produit par Show & A.G.)                        | Terri's Tune de David Axelrod                                                                       | 3:54  |
| 4.  | Add On (featuring D Flow et Lord Finesse – Produit par Lord Finesse)                 | Get Out of My Life, Woman de Lee Dorsey                                                             | 4:01  |
| 5.  | Next Level (Nyte Time Mix) (Produit par DJ Premier)                                  | | 4:09  |
| 6.  | Time For (Produit par DJ Roc Raider)                                                 | Betcha Golly Wow de Buster Williams                                                                 | 2:47  |
| 7.  | Got the Flava (featuring D Flow, Method Man et Wali World – Produit par Show & A.G.) | | 3:24  |
| 8.  | Neighbahood Sickness (featuring Party Arty – Produit par Show & A.G.)                | Nowhere to Go de Spanky & Our Gang                                                                  | 4:37  |
| 9.  | All Out (Produit par Show & A.G.)                                                    | Winicumuhround de Redman                                                                            | 3:55  |
| 10. | Medicine (featuring Deshawn – Produit par Show & A.G.)                               | Primeval Landscape (In the Isolation Chamber) de John Corigliano Ode to Billie Joe de Lou Donaldson | 3:46  |
| 11. | I'm Not the One (Produit par Show & A.G.)                                            | Blue Veils and Golden Sand de Delia Derbyshire                                                      | 2:49  |
| 12. | Got Ya Back (featuring Wally World – Produit par Show & A.G.)                        | You'll Know When You Get There de Herbie Hancock                                                    | 3:50  |
| 13. | Next Level (Produit par Show & A.G.)                                                 | | 4:00  |
| 14. | You Want It (featuring Diamond D et Party Arty – Produit par Show & A.G.)            | | 3:55  |